# سوسک پوسته‌نشین خرد
سوسک‌های پوسته‌نشین خرد (نام علمی: Cerylonidae) نام یک تیره از بالاخانواده پوسته‌نشین‌واران است.